# Барановицький повіт
Барановицький повіт — адміністративна одиниця у складі Новогрудського воєводства Польської республіки.
Станом на 1921 рік площа Гродненського повіту становила 3 497 км²; населення — 119 518 осіб.

## Адміністративний поділ повіту
В склад повіту входили такі ґміни:

- Черніхово[1]
- Дарево
- Ястрамбель
- Кривошин
- Ляховичі
- Мядзьведзічы
- Нова Миш
- Острів
- Паланечка[1]
- Столовичі
- Гарадзішчы[2]
- Молчадзь[3]
- Дабрамысль[3]
- Вольна [4]

Міста
- Барановичі
- Ляховичі